# Argus (protesi)
La protesi Argus è un tipo di impianto epiretinale molto promettente. 
Il Dottor Humayun, che già aveva partecipato allo sviluppo della protesi MARC, ha sfruttato l'esperienza acquisita per continuare a ampliare il progetto di sviluppo di una protesi visiva artificiale capace di restituire la vista agli individui che l'hanno persa a causa della degenerazione delle cellule fotorecettici della retina. 
Il nuovo team di ricerca, chiamato Intraocular Retinal Prosthesis Group, con sede presso il Doheny Retina Institute della University of Southern California, è nato dalla collaborazione tra il Dottor Humayun e il Dottor Eugene de Juan. L'Intraocular Retinal Prosthesis Group ha provveduto alla progettazione di un dispositivo per il ripristino della visione all'avanguardia e si è affidato alla compagnia privata Second Sight per gran parte della sovvenzione e per la realizzazione materiale del dispositivo stesso, battezzato Argus.

## Funzionamento della protesi
Il principio di funzionamento di Argus è analogo a quello della protesi MARC. 
Una telecamera montata su un paio di occhiali riprende le immagini esterne, che vengono poi digitalizzate da un'unità di videoprocessamento; questi segnali sono quindi trasmessi al vero e proprio impianto via onde radio, attraverso una piccola antenna montata dietro l'orecchio. 
Tale impianto è composto da due parti, di cui una extraoculare e una intraoculare. L'electronic case extraoculare viene attaccato chirurgicamente all'area temporale del cranio e un piccolo cavo subcutaneo lo collega all'electrode array intraoculare. L'electrode array delle protesi Argus sino ad ora realizzate ha dimensioni 4x5 mm2  ed è composto da 16 microelettrodi di forma circolare in platino disposti in una griglia 4x4, ma nel corso dell'ultimo anno il team di ricercatori è riuscito a sviluppare un dispositivo con 60 elettrodi e si presume sia possibile arrivare anche a 1000 elettrodi, con una sempre maggiore definizione delle immagini.

## Studi su efficacia, resistenza e biocompatibilità della protesi
La protesi Argus in ogni fase sperimentale ha dimostrato di possedere ottimi requisiti di sicurezza e biocompatibilità. I ricercatori sono riusciti a stabilire il range ottimale di intensità degli stimoli elettrici forniti dai microelettrodi necessari per ottenere l'evocazione di fosfeni (sensazioni luminose puntiformi) chiari, senza compromissioni a carico di occhio e corteccia visiva. 
Un potenziale problema avrebbe potuto essere lo spostamento della protesi dovuto ai movimenti oculari, con conseguente danneggiamento della retina o distacco della retina, ma in realtà questo problema non si è mai presentato. 
Una strategia di particolare interesse riguarda il rivestimento e la protezione delle parti elettroniche e circuitali interne della protesi: i ricercatori hanno infatti sviluppato un diamon coating per il dispositivo. Questo sottile film di diamante con struttura ultrananocristallina (UNCD) fornisce un sigillo ermetico estremamente resistente, che isola elettricamente l'impianto e garantisce sicurezza e lunga durata.

## Procedura d'impianto della protesi
La procedura d'impianto prevede il posizionamento per via chirurgica in anestesia generale delle componenti interne della protesi. L'electronic case viene attaccato all'area temporale del cranio; il cavo di collegamento viene fatto passare attraverso una scanalatura nel cranio, all'interno dello spazio perioculare e poi, attraverso un'incisione della sclera di 5mm, all'interno dell'occhio; l'electrode array viene posizionato sulla retina, vicino alle cellule gangliari. Dopo l'operazione viene testata la conduttività degli elettrodi, per assicurarsi che tutti i fili elettrici e le connessioni siano intatte.

## Primi risultati della fase di sperimentazione clinica
Nel 2002 l'Intraocular Retinal Prosthesis Group ha ricevuto l'approvazione da parte della FDA per cominciare una serie di test volti a stabilire gli effettivi benefici derivanti dall'impianto di una protesi Argus in pazienti colpiti da cecità in seguito a degenerazione dei fotorecettori della retina.
Dal 2002 al 2004 il gruppo ha potuto effettuare 6 impianti monoculari sperimentali su volontari umani, con risultati molto promettenti e bassi segni di rigetto. La durata media di questi primi impianti è stata di 3 anni, un tempo sufficiente a raccogliere molti dati importanti per l'ottimizzazione e l'ulteriore sviluppo della protesi.
Nell'aprile 2008, presso il Moorfield Eye Hospital di Londra, due pazienti inglesi affetti da retinite pigmentosa sono stati sottoposti all'impianto semi-definitivo della protesi Argus II (Argus II rappresenta la seconda generazione di protesi Argus): la tecnica è ancora in fase del tutto sperimentale, ma sembra sia in grado di ripristinare un livello di visione di base in bianco e nero, permettendo la distinzione di contorni, di luci e di ombre.

## Stato attuale del progetto
Il gruppo sta attualmente proseguendo la sperimentazione clinica e nel contempo ricerca una continua evoluzione tecnica della protesi. Si dovrà aspettare per sapere se la protesi Argus potrà, in futuro, risolvere i problemi di tutti i pazienti affetti da malattie degenerative della retina, ma attualmente questa protesi è una delle più grandi e concrete promesse nel campo del ripristino della visione attraverso l'impiego di dispositivi artificiali.